# Umberto Veronesi
Umberto Veronesi (Milán, 28 de noviembre de 1925-Ib., 8 de noviembre de 2016) fue un médico, político, cirujano, y oncólogo italiano, reconocido internacionalmente por sus contribuciones a la prevención y el tratamiento del cáncer de mama. En su faceta de político fue ministro de sanidad italiano (25 de abril de 2000– 11 de junio de 2001) y fundador de Ciencia por la Paz, organización que promueve la reducción del gasto militar. 
Veronesi se declaraba de izquierdas, laico y agnóstico, vegetariano, defensor de la eutanasia y los transgénicos, activista antitabaco, contrario a la experimentación con animales y defensor de la energía nuclear.

## Biografía

### Biografía científica
Veronesi se licenció en medicina en la Universidad de Milán en 1950 y pronto decidió dedicarse al estudio y tratamiento del cáncer. Después de unas breves estancias en Inglaterra y Francia, se unió al Instituto Italiano del Cáncer en Milán como voluntario. Su actividad clínica y su investigación se centraron durante cinco décadas en la prevención y el tratamiento del cáncer, en particular el cáncer de mama, primera causa de muerte por cáncer en mujeres. 
Se conoce a Veronesi como el fundador de la cirugía, menos invasiva y agresiva, de conservación del pecho (mama) en el tratamiento de cáncer de mama, conocida como la técnica de la cuadrantectomía, que desafió la idea, entonces dominante entre los cirujanos, de que los cánceres pueden ser tratados solo con cirugía agresiva. Desde entonces se ha extendido y promovido la investigación científica dirigida a mejorar las técnicas de cirugía más conservadoras. Veronesi defendió la cuadrantectomía, demostrando que las curvas de supervivencia son similares a la mastectomía (asociada a la extirpación de los ganglios linfáticos axilares), pero el impacto estético y psicosexual es mucho más favorable en la cuadrantectomía.
Siguiendo estos principios, mejoró la biopsia del ganglio centinela e hizo lo posible evitar la disección de la axila en el cáncer de mama cuando existía negatividad en los ganglios linfáticos.
También contribuyó a la prevención del cáncer de mama mediante la realización de estudios sobre el tamoxifeno y retinoides y la verificación de su potencialidad para prevenir la formación del carcinoma.
Veronesi fue un gran un activista antitabaco. En 1994, fundó el Instituto europeo de oncología, siendo su primer director.

### Biografía política
- 1993 - Miembro de la Comisión nacional contra el cáncer.
- 1998 - Miembro de la Comisión nacional para la evaluación "Di Bella therapy" contra el cáncer.
- 2000-2001 Ministro de Sanidad bajo el segundo gobierno de Amato.
- 2008 - Primer puesto en la candidatura al Senado italiano por Milán en la lista del Partido Democráticp de Veltroni.

## Posición ética y política
A lo largo de su vida Veronesi hizo públicas sus opiniones sobre diversos aspectos éticos:
- Agnóstico - Veronesi se declaraba agnóstico[4] y no creía en ninguna forma de vida más allá de la muerte. En relación con la muerte afirmaba que los humanos no deben considerar la muerte un momento terrible sino que debe aceptarse como una necesidad biológica.[5]

- Eutanasia - Apoyó activamente la eutanasia, afirmando el derecho de toda persona a disponer libremente de su vida cuando se vuelve insoportable debido al sufrimiento, el dolor o la pérdida de la dignidad. Defendía la necesidad de regular la eutanasia, en concreto en Italia, tomando la legislación sobre eutanasia de los Países Bajos como un buen punto de partida.[6][7] También apoyó y promovió la introducción del testamento vital como un acuerdo legalmente vinculante entre el médico y el paciente incapacitado para tomar decisiones.[8]

- Transgénicos- Veronesi defendía los organismos genéticamente modificados como un medio para producir alimentos más nutritivos y con la posibilidad de eliminar en ellos los carcinógenos (sustancias IC). Esta posición es contraria a la dominante que rechaza los transgénicos.[9]

- Vegetarianismo - Umberto Veronesi se declaraba un vegetariano ético.[10]